# Imidazoline
Imidazoline sind eine chemische Stoffgruppe aus dem Bereich der heterocyclischen Verbindungen und gehören zur Gruppe der Azoline. Ihre Mitglieder sind fünfgliedrige cyclische organische ungesättigte Verbindungen, die genau zwei nicht benachbarte Stickstoffatome im Ringgerüst tragen. Sie leiten sich von den Imidazolen durch Hydrierung einer Doppelbindung ab und sind isomer zu den Pyrazolinen. Es gibt drei Grundstrukturen der Imidazoline, die zueinander isomer sind und sich durch die Lage der Doppelbindung unterscheiden.
Imidazoline können stabile Carbene bilden. Hierzu können an beiden Stickstoffatomen substituierte Imidazole mit Natriumhydrid und Kalium-tert-butanolat reduziert werden. Die entstandenen Carbene sind stabil und werden als Arduengo-Carbene bezeichnet. Diese Carbene können beispielsweise als Liganden an Grubbs-Katalysatoren benutzt werden.

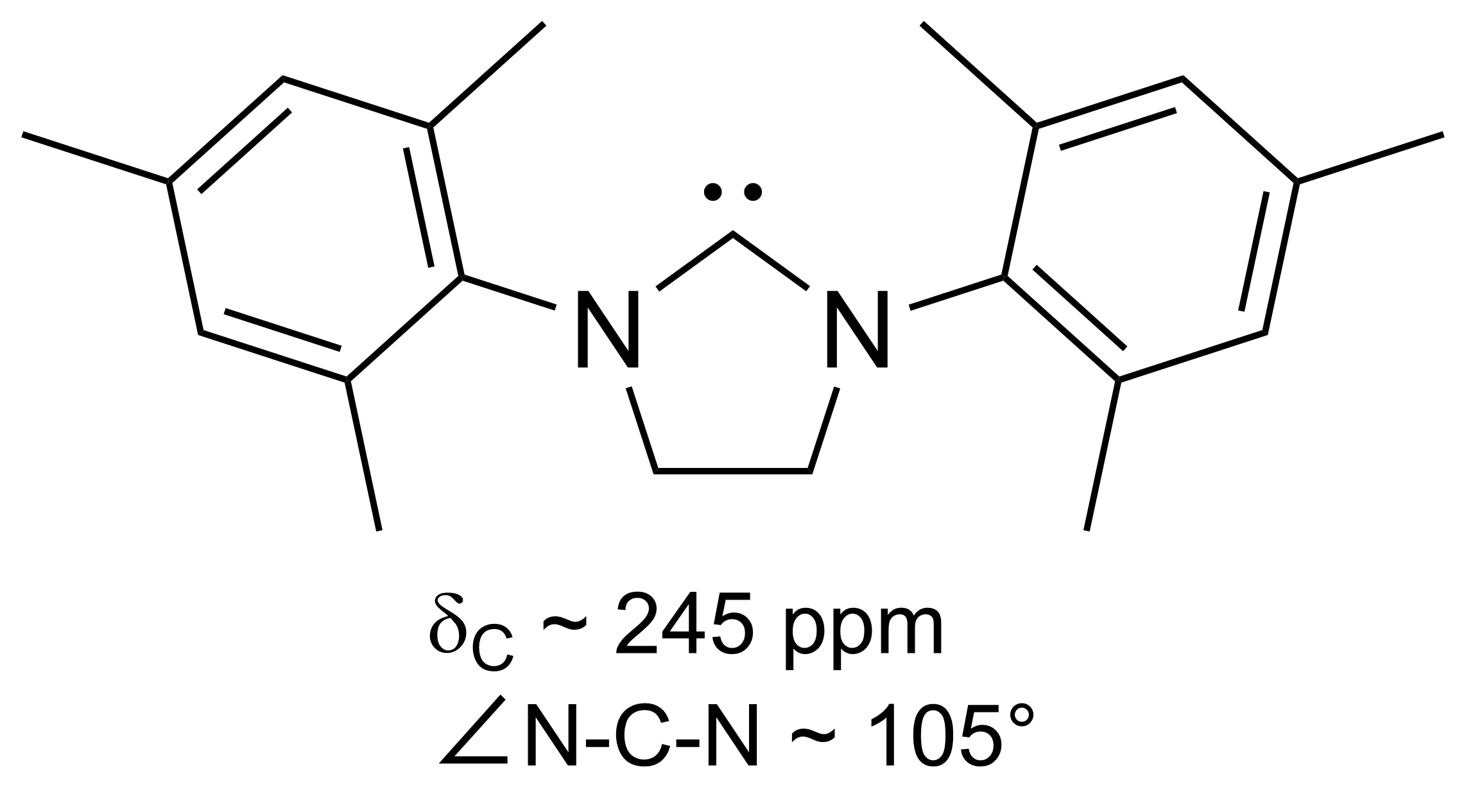
Gängiges Arduengo-Carben zur Synthese von Grubbs-Liganden

## Synthese
Für die Synthese substituierter 2-Imidazoline gibt es eine Reihe verschiedener Methoden. Eine gängige Methode ist die Umsetzung von Aldehyden mit Ethylendiamin, bzw. Ethylendiaminderivaten.